# Indios (Guayanilla)
Indios es un barrio ubicado en el municipio de Guayanilla en el estado libre asociado de Puerto Rico. En el Censo de 2010 tenía una población de 2647 habitantes y una densidad poblacional de 192,54 personas por km².

## Geografía
Indios se encuentra ubicado en las coordenadas 18°0′30″N 66°48′37″O / 18.00833, -66.81028. Según la Oficina del Censo de los Estados Unidos, Indios tiene una superficie total de 13.75 km², de la cual 12.38 km² corresponden a tierra firme y (9.93%) 1.36 km² es agua.

## Demografía
Según el censo de 2010, había 2647 personas residiendo en Indios. La densidad de población era de 192,54 hab./km². De los 2647 habitantes, Indios estaba compuesto por el 78.66% blancos, el 9.9% eran afroamericanos, el 0.6% eran amerindios, el 0.08% eran asiáticos, el 7.78% eran de otras razas y el 2.98% pertenecían a dos o más razas. Del total de la población el 99.43% eran hispanos o latinos de cualquier raza.